# Барабанов, Владимир Фёдорович
Влади́мир Фёдорович Бараба́нов (21 мая 1918, Мелехово, Ярославская губерния — 9 августа 1997, Санкт-Петербург) — советский и российский геолог, профессор Ленинградского государственного университета.

## Биография
Родился 21 мая 1918 года в деревне Мелехово Угличского уезда Ярославской губернии в крестьянской семье.
С отличием окончил геолого-почвенно-географический факультет Ленинградского университета (годы учёбы 1936—1941) и был оставлен на кафедре минералогии.

### Великая Отечественная война
В первые дни Великой Отечественной войны — 25 июня 1941 года ушёл добровольцем на фронт, командовал взводом 3-го стрелкового полка 2-й Ленинградской стрелковой дивизии народного ополчения.
В августе 1941 года под Новгородом В. Ф. Барабанов получил первое ранение. Затем госпитальные и блокадные дни, участие в новых боях на всё более приближающемся к городу Ленинградском фронте.
За находчивость в боевых действиях младший лейтенант Барабанов от имени командования был награждён именными часами с надписью «Стойкому защитнику города Ленина».
В мае 1942 года под Колпино, перед боем, В. Ф. Барабанов подал заявление для приёма в ВКП(б). Его подразделение при двух пулеметах, на площади в один квадратный километр, сдерживало наступление противника на Ленинград.
В бою под Колпино в августе 1942 года получил тяжёлое ранение. Из госпиталя на Фонтанке, в который он попал, В. Ф. Барабанов был эвакуирован через Ладогу в Вологду.
В Вологодcком госпитале лейтенант Барабанов получил партийный билет, который не успел получить на передовой. Там же, при военном госпитале, тяжелораненный офицер, с протезами вместо ноги и руки, был оставлен в качестве пропагандиста.
После возвращения госпиталя из эвакуации в Сестрорецк был избран парторгом. Так лейтенант В. Ф. Барабанов встал в армейский строй ещё на четыре года.

### Работа в университете
В 1946 году, после демобилизации, вернулся в Ленинградский университет.
В 1951 году защитил кандидатскую диссертацию, с 1962 года — профессор, доктор геолого-минералогических наук. Научный руководитель нескольких докторских и более 30 кандидатских диссертаций.
В 1948 году создал Клуб юных геологов при Ленинградском Дворце пионеров, воспитавший немало будущих специалистов.
Организатор и участник экспедиции в Хибинские тундры, где изучал минералогию апатитовых месторождений горы Юкспор.
Инициатор создания и редактор журналов «Вопросы геохимии и типоморфизм минералов», «Вопросы экологии и охраны окружающей среды».
Проректор Ленинградского государственного университета по научной работе с января 1964 по февраль 1967 года.
В 1966 году организовал в ЛГУ лабораторию генетической минералогии, в 1967 году — кафедру геохимии, которой руководил до 1992 года.
В 1976 году, по инициативе В. Ф. Барабанова, впервые в СССР, в ЛГУ начата подготовка специалистов в области экологической геохимии.
Скончался 9 августа 1997 года в Санкт-Петербурге.

## Семья
- Сын — Алексей Владимирович Барабанов (1945—2016) геохимик-минералог, комсомольский, партийный, административный работник, общественный деятель[6][7].
- Дочь — Барабанова Лариса Владимировна (1951) доцент. Кафедра генетики и биотехнологии Санкт-Петербургского государственного университета[8].

## Награды
- Орден Отечественной войны I и II степени,
- медали, в том числе:
  - «За отвагу» (1942),
  - «За оборону Ленинграда» (1943),
  - «За победу над Германией»,
  - «За трудовую доблесть»,
- Знак «Отличник РККА»,
- 7 грамот ЦК ВЛКСМ,
- знак «Отличник разведки недр»,
- «Отличник народного просвещения РСФСР»,
- орден Трудового Красного Знамени,
- Заслуженный деятель науки РСФСР[5].

Занесен в «Книгу Почета ВЛКСМ».